# Lorkaserin
Lorcaserin (APD-356, Belviq, Lorqess) je lek protiv gojaznosti. On ima serotonergička svojstva i deluje kao anoreksik. FDA nije odobrila njegovu primenu 2010, zbog zabrinutosti za bezbednost i efikasnost leka.